# Siegestor
Siegestor (pol. Brama Zwycięstwa) – klasycystyczny łuk triumfalny w Monachium, który został zbudowany w latach 1843–1850 według planów Friedricha von Gärtnera. Znajduje się on na północnym krańcu ulicy Ludwigstraße. Łuk jest architektonicznym i urbanistycznym odbiciem Feldherrnhalle, znajdującej się na drugim końcu ulicy. Oba są symbolami zwycięstwa nad Francją Napoleona I i wynikającego z niego tymczasowego burzliwego okresu w Europie, który zaangażował Królestwo Bawarii w pięć wojen.

## Położenie i wymiary
Siegestor znajduje się około kilometra na północ od Feldherrnhalle i oddziela kończącą się tu ulicę Ludwigstraße od rozpoczynającej się tu ulicy Leopoldstraße. Tym samym Siegestor wyznacza granicę między dwoma monachijskimi dzielnicami Maxvorstadt i Schwabing. Pomnik o szerokości 24 metrów, wysokości 21 metrów i głębokości 12 metrów wieńczy ważąca 22 tony kwadryga. W jej centrum znajduje się sześciometrowy Bawarczyk powożący rydwanem ciągniętym przez cztery lwy (pierwotnie planowano użycie koni). Adres Siegestor to Leopoldstraße 1.

## Historia
W 1840 r. Ludwik I zlecił swojemu architektowi Friedrichowi von Gärtnerowi zaprojektowanie łuku triumfalnego wzorowanego na Łuku Konstantyna w Rzymie, jako zakończenia ulicy Ludwigstrasse. Łuk triumfalny miał być poświęcony Armii Bawarskiej i w ten sposób korespondować bezpośrednio z Feldherrnhalle, gdzie zaczynał się bieg ulicy.
Podobnie jak Feldherrnhalle, Siegestor została zbudowana z wapienia Kelheim w latach 1843–1850, a po śmierci Friedricha von Gärtnera w 1847 roku prace przejął jego uczeń Eduard Metzger. W dniu 15 października 1850 r. król Maksymilian II przekazał Bramę Zwycięstwa miastu Monachium w imieniu swojego abdykującego ojca. Ludwig – który został zmuszony do przejścia na emeryturę dwa lata wcześniej z powodu afery Monteza – demonstracyjnie trzymał się z dala od inauguracji.
Dopiero gdy 16 lipca 1871 r. wojska bawarskie przemaszerowały przez uroczyście udekorowaną bramę po zwycięstwie w wojnie francusko-pruskiej, otrzymała ona stosowną do swojej nazwy konsekrację.
Poważnie uszkodzona podczas nalotów na Monachium w czasie II wojny światowej, została odbudowana w 1958 roku pod kierunkiem Josefa Wiedemanna – celowo uproszczona od strony południowej. Wcześniej została uznana za „faszystowską”, a następnie za „zagrożenie dla bezpieczeństwa publicznego” i miała zostać zburzona w lipcu 1954 roku, ale Państwowy Urząd Ochrony Zabytków nie dopuścił do tego. W 1972 r. na Siegestor wzniesiono kwadrygę odrestaurowaną przez Elmara Dietza.